# Altes Zollhaus Hitzacker

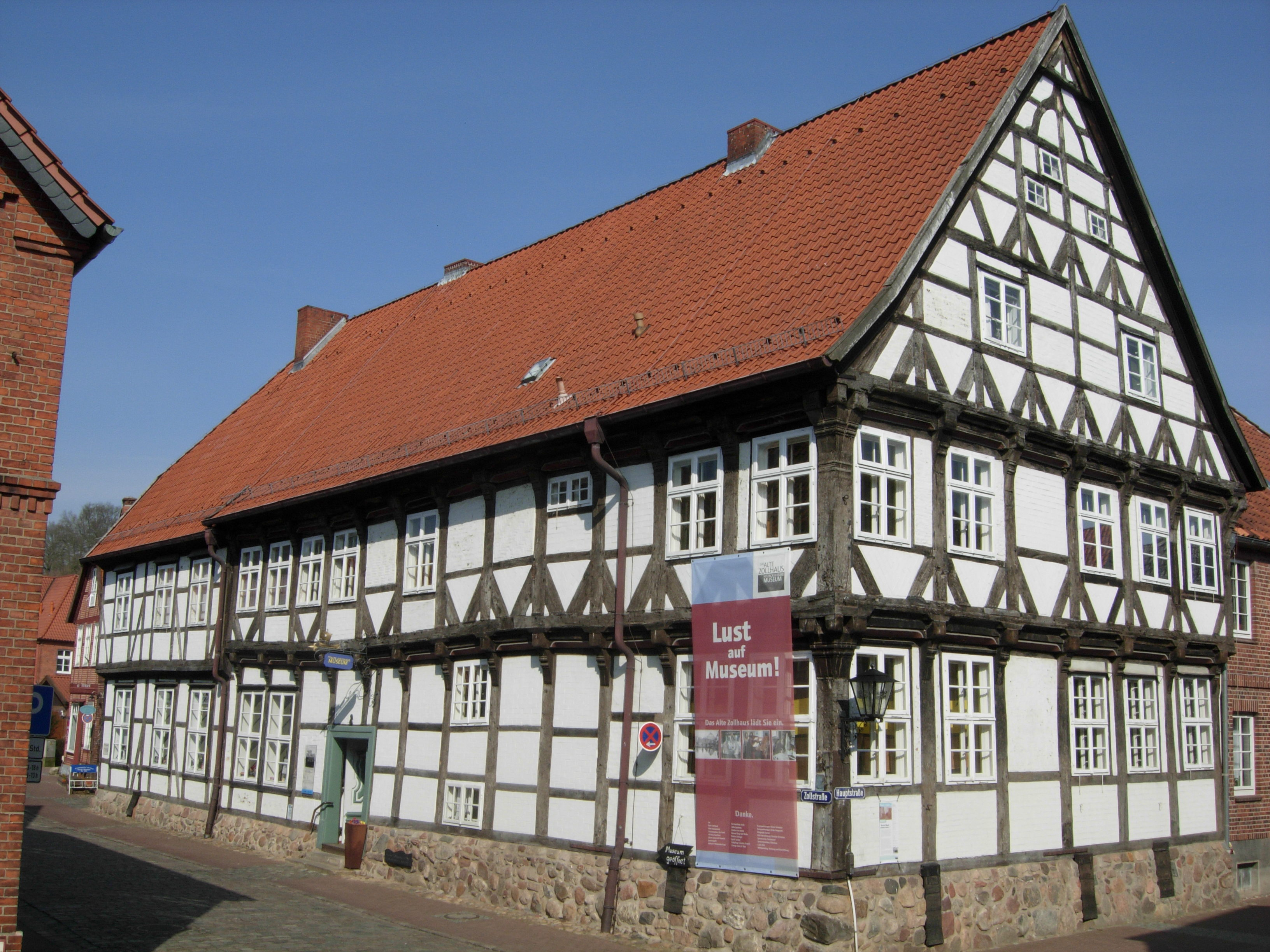
Altes Zollhaus Hitzacker

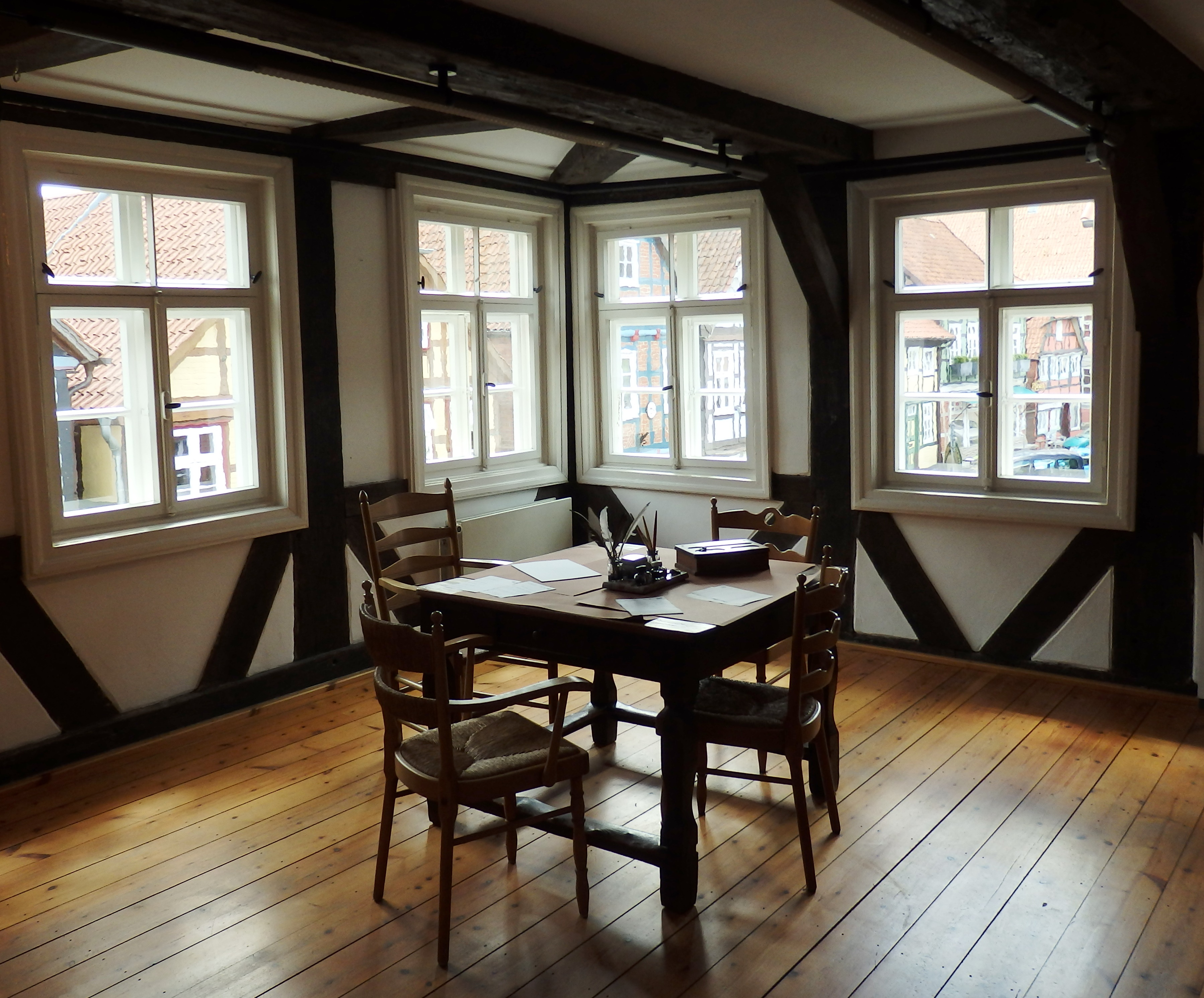
Eckzimmer, 1. Stock, Altes Zollhaus, Hitzacker

Das Alte Zollhaus Hitzacker ist ein 1589 erbautes, ehemaliges Zollhaus in Hitzacker (Elbe), das heute ein Museum ist.

## Geschichte
Das Alte Zollhaus ist älteste erhaltene Gebäude in Hitzacker. Es steht dort, wo bereits seit 1248 nachgewiesen der Elbzoll eingetrieben wurde.
Bis kurz vor 1589 umfasste das Zollhaus nur den westlichen Teil des Gebäudes. Erst für den Neubau des Zollhauses 1589 kaufte Herzog Wilhelm von Braunschweig-Lüneburg der Adelsfamilie Bülow ihr Anwesen ab und vergrößerte es mit dem Zollhaus. 1668 überstand das Zollhaus einen Großbrand, der alle benachbarten Bürgerhäuser und die alte Johanniskirche verschlang. Zu Anfang des 18. Jahrhunderts wurde – bis heute gut sichtbar – in der Zollstraße angebaut. Mit der Aufhebung der Zollpflicht infolge der Reichsgründung endete 1872 die jahrhundertelange Funktion des Hauses. Das Königliche Wasserbauamt hielt Einzug, 1958 das Wasser- und Schifffahrtsamt; auch dessen Bedienstete hatten hier teilweise ihre Wohnungen.

## Museum
Durch Umbau- und Renovierungsmaßnahmen wurde 1985/86 aus dem Zollhaus ein Museum. Das Museum steht unter dem Motto Hitzacker – GrenzenLos – Das Leben der Menschen mit Elbe und Jeetzel, ihr Ringen darum, Grenzen zu setzen oder zu überwinden. Es informiert über die Geschichte der vom Wasser umschlossenen und oft vom Elbstrom bedrohten Stadt. Neben der Geschichte des Zollhauses, des Elbzolls, der Geschichte des Raubritters Riebe auf der Weinbergburg oder städtischen Alltagsfunden wird auch die jüngste Vergangenheit und das Thema Grenze dargestellt. Darüber hinaus spielten Schiffbau, Schifffahrt und Wasserbau über Jahrhunderte eine zentrale Rolle.
Auch Persönlichkeiten der Stadt werden vorgestellt:
- August d. J. (August II.), der von 1604 bis 1634 in Hitzacker residierte
- Bernhard Varenius, der Begründer der modernen Geographie
- Claus von Amsberg, der spätere „Prinz der Niederlande“